# Boeing España

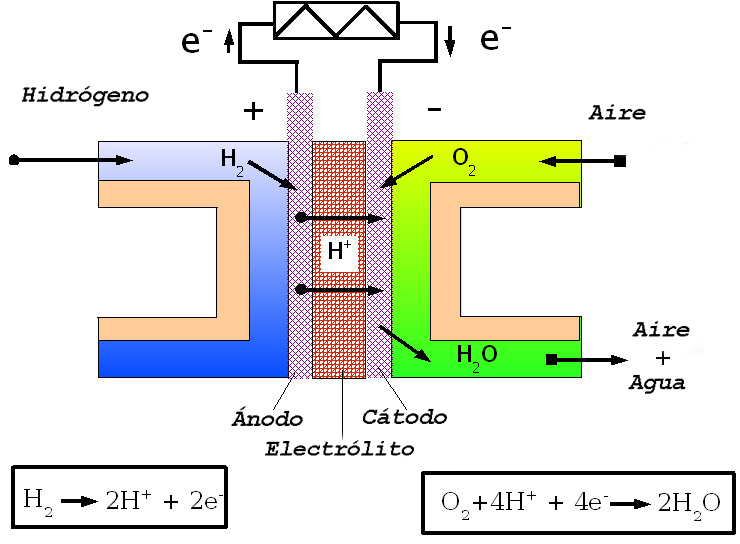
Esquema de funcionament d'una pila de combustible

El motiu d'aquest article es donar a conèixer el resultat dels assajos duts a terme en el territori espanyol per la Boeing Research & Technology Europe, S.L. (Centre Europeu d'Investigació i Tecnologia, Societat Limitada) amb seu a Madrid, en l'aeroport d'Ocaña, per fer volar un avió amb energia elèctrica provinent d'una pila de combustible.
En aquest projecte i han intervingut diverses empreses espanyoles com Adventia, Aerlyper, Air Liquide España, Indra, Ingeniería de Instrumentación y Control (IIC), Inventia, SENASA, Swagelok, Técnicas Aeronáuticas de Madrid (TAM), Tecnobit, Universidad Politécnica de Madrid i Comunidad Autónoma de Madrid.

## Història

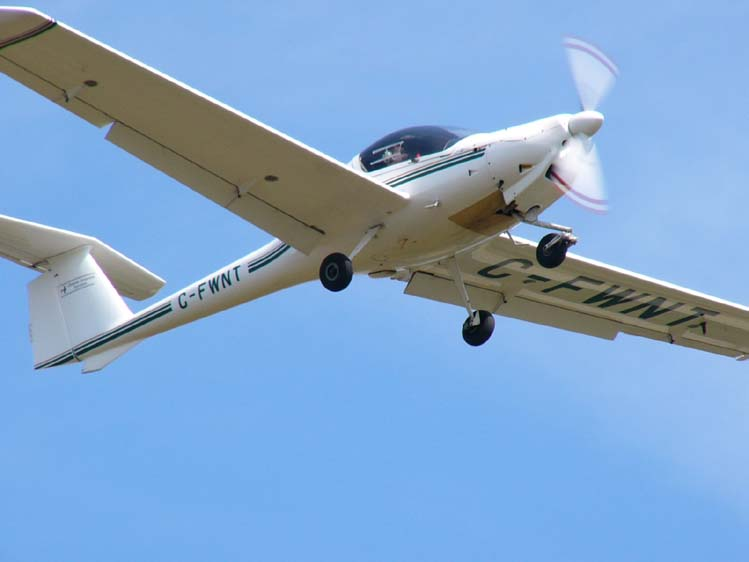
el Diamond DA20-A1 Katana, avió molt similar al utilitzat en el experiment

Boeing ja es va instal·lar a Espanya en 1934 i en 1935 va dur el primer aparell de la seva companyia, que va ser el Boeing P-26 Peashooter per competir en la substitució del Nieuport 52. Continuant la seva presència amb oficina comercial i molts aparells en línies aèries espanyoles.
Va ésser en l'any 2002, quan la companyia Boeing va inaugurar el Centre d'Investigació i Tecnologia d'Europa a les oficines de Madrid. I entre altres projectes de millora en el camp de l'aviació amb tendència vers la millora en medi ambient. Es va realitzar el consoci BR&TE per treballar en el projecte d'impulsar un petit avió per mitjà de l'electricitat.
Per el projecte es va servir un motoveler (planador amb motor) de l'empresa Austríaca Diamond Aircraft Industries, concretament el model HK36 Super Dimona, a el qual se l'hi va extreure el motor de combustió interna i es va substituir per un motor elèctric de 40 Kw, i després d'instal·lar el dipòsit d'hidrogen, una bateria d'ió liti, i els equips de control elèctric, es va començar els assajos i els vols de proves duts a terme pel pilot Cecilio Barberán.
Aquests vols de prova, van començar en el mes de febrer del 2008, i es van donar per acabats al març, amb un total de quatre vols. En els quals es va enlairar, va arribar a l'altitud de 1.000 m, i mantenint la velocitat de 100 km/h durant 20 minuts, que és el que durava el kilogram d'hidrogen que duia per combustible de la pila.
Encara que per enlairar-se es feien servir els dos mitjans (bateria d'ió liti i bateria de combustible), per arribar als 35 Kw, una vegada arribava a l'altitud desitjada, es desconnectava la bateria d'ió liti, per continuar amb la bateria de combustible, ja que només era necessària una potència de 17 Kw.

## Característiques tècniques
Especificacions de la Diamond DA20-C1
| Llargada :                  | 7,16 metres                    |
| Amplada :                   | 16 metres (modificat)          |
| Alçaria :                   | 2,18 metres                    |
| Pes en vuit : 529 Kg        | Pes al envol : 750 Kg aprox.   |
| Velocitat màxima : 304 Km/h | Velocitat de creuer : 256 Km/h |
| Autonomia : 1013 Km         | Sostre : 4.000 metres          |

Per la versió d'aquest article es va fer servir un motor elèctric de 45 Kw (aprox. 61 CV) i una hèlix MT alemany.